# Васкес, Андрес Клементе
Андрес Клементе Васкес Эрнандес (исп. Andrés Clemente Vázquez Hernández; 22 ноября 1844, Гуинес — 21 февраля 1901, Гавана) — кубинско-мексиканский шахматист, дипломат, политолог, писатель.
Окончил Гаванский университет, бакалавр философии и литературы (1865), затем защитил диплом по гражданскому праву и в 1867 году получил звание адвоката. Опубликовал ряд статей по вопросам права.
Сторонник кубинской независимости от Испании. В 1870 году по политическим причинам эмигрировал с Кубы в Мексику, вскоре принял мексиканское гражданство. В Мехико работал журналистом, почти сразу по прибытии опубликовал сборник публицистических статей «Кубинский вопрос» (исп. La cuestión de Cuba), Уже в конце года занял должность заместителя главного редактора правительственной газеты Diario Oficial (до 1876 года). Подружился с Хосе Марти. Публиковался как политический аналитик — в частности, выпустил книги «Американские республики. Сравнительный очерк федеральной конституции Мексики с конституциями других стран Нового света» (исп.  De las repúblicas americanas. Estudio comparado de la Constitución Federal de México con las Constituciones de los demás países del Nuevo mundo; 1880) и «Представительство меньшинств на народных выборах» (исп. Representación de las minorias en las elecciones populares; 1881). В 1881 году поступил на мексиканскую государственную службу, участвовал в мексиканско-гватемальских переговорах. С 1886 года и до конца жизни консул (с 1887 года — генеральный консул) Мексики на Кубе, с 1890 года — дуайен дипломатического корпуса в Гаване. На этом посту балансировал между своими бывшими соотечественниками, боровшимися против испанского колониального режима, и своим мексиканским начальством, удерживавшим нейтралитет, но склонявшимся в сторону центрального испанского правительства. В 1891 года опубликовал сборник статей «Правовая взаимность в мексиканско-испанских отношениях» (исп. Reciprocidad judicial entre mexicanos y españoles).
Параллельно с журналистской и дипломатической карьерой занимался шахматами, став одним из сильнейших игроков на Кубе; чемпион Кубы 1896 и 1900 годах. Опубликовал несколько книг по шахматам, в том числе «Анализ игры в шахматы» (исп. Análisis del juego de ajedrez; 1874), «Некоторые шахматные партии, сыгранные в Мексике» (исп. Algunos partidos de ajedrez jugados en México; 1879), «Критические шахматы» (исп. El ajedrez critico; 1889), «Загадки: удивительные шахматные задачи и позиции» (исп. Enigmas: problemas y posiciones curiosas de ajedrez; 1890). Сыграл в Гаване матчи с Вильгельмом Стейницем (1888—1889), Джозефом Блэкберном (1891), Эмануилом Ласкером (1893), Жаном Таубенгаузом (1894), Мануэлем Маркесом Стерлингом (1894, 1900), Хуаном Корсо (1900).
Напечатал также ряд художественных произведений, среди которых исторический роман «Энрикета Фабер» (исп. Enriqueta Faber; 1894) о француженке, которая в начале XIX века вела на Кубе медицинскую практику, выдавая себя за мужчину. В 1898 году выпустил сборник воспоминаний и размышлений «На закате» (исп. En el ocaso). Умер от инфаркта.